# Faruk Bihorac
 Faruk Bihorac (Kirin Serbia: Фарук Бихорац, sinh 12 tháng 5 năm 1996) là một cầu thủ bóng đá Serbia, thi đấu ở vị trí Tiền vệ tấn công cho FK Novi Pazar.

## Sự nghiệp ban đầu
Faruk Bihorac sinh ở Novi Pazar, bắt đầu sự nghiệp ở quê nhà Serbia thi đấu cho đội trẻ của FK Novi Pazar. Năm 2012 anh ra mắt ở Serbian SuperLiga thi đấu trước FK Radnicki Nis